# Zavarivanje pod praškom
Zavarivanje pod praškom (engl. Submerged Arc Welding – SAW) ili elektrolučno zavarivanje pod zaštitnim praškom  (kratica: EPP) je poluautomatska ili automatska vrsta elektrolučnog zavarivanja, gdje se koristi taljiva elektroda u obliku žice ili trake, koja se mehaniziranim načinom dovodi na mjesto gdje gori (prikriven) električni luk u plinovima od mineralnog praška. Rastaljeni prašak, tj. tekuća troska, štiti električni luk i talinu zavarenog spoja, a skrutnuta troska hladeći se štiti zavareni spoj od okolnog zraka. Električni luk je stalno prekriven i praktički nevidljiv tijekom zavarivanja, što bitno smanjuje izravno djelovanje svjetlosnog i drugih zračenja, kao i rasprskavanje čestica rastaljenog metala i troske, a uz vrlo malo dima. Nakon što se ohladi, skrutnutu trosku treba odstraniti.
Postoji više načina za elektrolučno zavarivanje pod praškom: zavarivanje žičanom ili trakastom elektrodom, zavarivanje s više žica (do 5 žica), zavarivanje dvojnom ili višestrukom elektrodom (dvije ili više žica sa skupnim pogonom i skupnom kontaktnom glavom) i drugi. Izvodi se većinom vodoravno na vodoravnoj podlozi. Žica i prašak za zavarivanje moraju se izabrati zajednički s obzirom na osnovni materijal (standard EN 756:1996 – "Žica za zavarivanje i kombinacije žica i prašaka za zavarivanje nelegiranih i sitnozrnatih čelika pod praškom").
Zavarivanje pod praškom se koristi u mnogim industrijama. Tim se postupkom zavaruju velike cijevi za cjevovode, posude i razne naprave od nelegiranih, malo i jako legiranih čelika, kotlovi, čelične visokogradnje (mostovi, potpornji, nosivi stupovi), u brodogradnji (razna ojačanja, limovi, nadgradnja paluba i jarbola) i drugdje. Ovaj postupak prikladan je za široki raspon debljina limova: najčešće za debljine od 4 do 30 mm,  a moguće je u jednom prolazu izvesti sučeljni spoj limova debljine i do 75 mm, te kutni zavar debljine 10 mm.

## Prednosti i nedostaci
Prednosti ovog postupka su: 
- velike brzine zavarivanja (približno 0,12 do 0,18 kilograma u minuti rastaljenoga dodatnog metala) i daleko veća produktivnost u odnosu na ručno elektrolučno zavarivanje (od 2 do 5 puta više) i zavarivanje MAG postupkom;
- jer se radi o automatskom postupku zavarivanja, kvaliteta ne ovisi o čovjeku – operateru (jednom uspostavljeni parametri zavarivanja daju stalnu kvalitetu zavarenih spojeva);
- visok stupanj iskorištenja energije za taljenje (0,9 - 0,95);
- kvalitetan estetski izgled zavara,
- nema otpada žice, te gubitaka zbog prskanja kapljica u okolinu;
- lako čišćenje troske i mogućnost recikliranja troske;
- vrijeme za izobrazbu operatera je puno kraće od izobrazbe dobrog zavarivača za ručno elektrolučno zavarivanje.[2]

Nedostaci ovog postupka su: 
- mogućnost zavarivanja samo na vodoravnim ili vrlo malo nagnutim površinama;
- veća cijena opreme za zavarivanje (uređaja za zavarivanje) u odnosu na ručno elektrolučno zavarivanje i zavarivanje MAG postupkom;
- slabija mehanička svojstva zavarenog spoja u odnosu na ručno elektrolučno zavarivanje i zavarivanje MAG postupkom (brže hlađenje veće količine položenog materijala);
- nema vizualnog nadzora električnog luka tijekom zavarivanja (velike jakosti struje daju svjetlost velike intenzivnosti, pa u obzir dolazi nadzor rendgenskim zrakama i video kamerama);
- u tehnološkoj liniji koja koristi automate za elektrolučno zavarivanje pod praškom obično je potrebna dodatna mehanizacija (okretaljke, okretno-nagibni stolovi, pozicioneri, konzole).

## Način rada
Električni luk se uspostavlja pomoću visokofrekventnog generatora (VF generator), koji se uključuje samo u djeliću sekunde, neposredno pred zavarivanje. Nakon uspostavljanja električnog luka, VF generator se isključuje, žica za zavarivanje stalno dolazi u električni luk, tali se i sudjeluje u stvaranju zavarenog spoja. Proces se odvija pod zaštitnim praškom. To je automatski ili poluautomatski postupak zavarivanja.

### Parametri zavarivanja
Glavni parametri kod elektrolučnog zavarivanja pod praškom su:
- napon zavarivanja (U), koji se tijekom zavarivanja orijentacijski kreće od 26 do 40 V;
- jakost struje zavarivanja (I), koja se pri zavarivanju kreće ovisno o promjeru elektrode (od 100 A do 1000 A; prema nekim literaturnim podacima i do 5000 A). Zbog manje duljine slobodnog kraja žice, moguće je iste promjere žice za zavarivanje opteretiti puno većim strujama nego kod ručnog elektrolučnog zavarivanja (gdje je duljina slobodnog kraja praktično duljina elektrode koja se koristi za zavarivanje).
- brzina zavarivanja je značajno veća u odnosu na ručno elektrolučno zavarivanje i zavarivanje MAG postupkom (približne vrijednosti od 200 do 600 mm/min).
- napon praznog hoda je 100 V (veći nego kod ručnog elektrolučnog zavarivanja, iz razloga što se kod elektrolučnog zavarivanja pod praškom teže uspostavlja električni luk).[3]

## Primjena
Elektrolučno zavarivanje pod praškom je postupak koji se koristi za zavarivanje i navarivanje gdje se traži velika količina položenog materijala (zavara) ili kod velikoserijske proizvodnje (napr. kružni zavareni spojevi na propan/butan bocama za domaćinstvo). Zavarivanje se izvodi u horizontalnom položaju (iznimka Circomatic postupak – zavarivanje kružnih zavarenih spojeva na cilindričnim posudama pod tlakom u zidnom položaju). Značajna je primjena ovog postupka kod zavarivanja debelostjenih posuda pod tlakom, te debelostjenih limova (npr. postolja lokomotiva, sekcije mostova).